# Baltimore Bandits
I Baltimore Bandits sono stati una squadra di hockey su ghiaccio dell'American Hockey League con sede nella città di Baltimora, nello stato del Maryland. Nati nel 1995 e sciolti nel 1997, nel corso degli anni sono stati affiliati alla franchigia dei Mighty Ducks of Anaheim.

## Storia
Dopo le esperienze dei Clippers e degli Skipjacks nel 1995 una franchigia della American Hockey League fece ritorno a Baltimora. I Bandits furono affiliati nel corso della loro storia ai Mighty Ducks of Anaheim. Nelle due stagioni di esistenza la squadra approdò ai playoff, avanzando nella stagione 1995-1996 fino alla semifinale di Conference. A causa di problemi finanziari nel 1997 la squadra si trasferì a Cincinnati assumendo il nome di Cincinnati Mighty Ducks.

### Affiliazioni
Nel corso della loro storia i Baltimore Bandits sono stati affiliati alle seguenti franchigie della National Hockey League:
- Mighty Ducks Anaheim: (1995-1997)

## Record stagione per stagione
| Stagione          | Division     | Gare | V  | S  | P  | OTL | Punti | GF  | GS  | Piazzamento | Play-off                                                   |
| ----------------- | ------------ | ---- | -- | -- | -- | --- | ----- | --- | --- | ----------- | ---------------------------------------------------------- |
| Baltimore Bandits |              |      |    |    |    |     |       |     |     |             |                                                            |
| 1995-96           | South        | 80   | 33 | 36 | 9  | 2   | 77    | 279 | 299 | 3°          | vince 1º turno (Hershey) 3-2 perde 2º turno (Syracuse) 3-4 |
| 1996-97           | Mid-Atlantic | 80   | 30 | 37 | 10 | 3   | 73    | 251 | 285 | 4°          | perde 1º turno (Philadelphia) 0-3                          |

## Record della franchigia

### Carriera
Gol: 42  Sean Pronger
Assist: 70  Craig Reichert
Punti: 102  Craig Reichert
Minuti di penalità: 420  Jeremy Stevenson
Vittorie: 31  Mike O'Neill
Shutout: 3  Mike Bales
Partite giocate: 146  Bobby Marshall